# Iryna Kulesha
Iryna Kulesha, est une haltérophile biélorusse née le 26 juin 1986 à Brest en Biélorussie.

## Palmarès

### Jeux olympiques
- Jeux olympiques 2012 à Londres
  -  Médaille de bronze en moins de 75 kg. Disqualifiée à la suite d'un contrôle antidopage positif[1].

### Championnats du monde
- Championnats du monde 2011 à Paris
  -  Médaille de bronze en moins de 75 kg.